# 洛斯阿尔加罗沃 (贝拉瓜斯省)
洛斯阿尔加罗沃是巴拿马贝拉瓜斯省圣地牙哥区的一个城市，2010年是人口为5,490。该市设立于1998年7月29日，2000年时人口为4,623人。